# Tharra bicornipes
Tharra bicornipes är en insektsart som beskrevs av Nielson 1975. Tharra bicornipes ingår i släktet Tharra och familjen dvärgstritar. Inga underarter finns listade i Catalogue of Life.